# Сукув (Мазовецьке воєводство)
Сукув (пол. Suków) — село в Польщі, у гміні Пшитик Радомського повіту Мазовецького воєводства.
Населення — 305 осіб (2011).
У 1975-1998 роках село належало до Радомського воєводства.

## Демографія
Демографічна структура станом на 31 березня 2011 року:
|          | Загалом | Допрацездатний вік | Працездатний вік | Постпрацездатний вік |
| -------- | ------- | ------------------ | ---------------- | -------------------- |
| Чоловіки | 155     | 39                 | 99               | 17                   |
| Жінки    | 150     | 48                 | 70               | 32                   |
| Разом    | 305     | 87                 | 169              | 49                   |